# ظهار (الطفة)

تعديل مصدري - تعديل

ظهار هي إحدى قرى عزلة المساحرة بمديرية الطفة التابعة لمحافظة البيضاء، بلغ تعداد سكانها 176 نسمة حسب تعداد اليمن لعام 2004.